# Almidano Artifoni
Almidano Artifoni (Bergamo, 5 marzo 1873 – Trieste, 25 agosto 1950) è stato un insegnante italiano.
Diplomatosi in una scuola commerciale a Genova, dopo aver insegnato per cinque anni lingue alla Berlitz School di Amburgo, nel 1900 si trasferì a Trieste per aprirvi la locale filiale della Berlitz. Qualche anno più tardi divenne molto importante nella vita dell'allora squattrinato James Joyce, arrivato a Trieste con Nora Barnacle incinta, che tolse dalle ristrettezze assegnandogli nel marzo del 1905 un posto di insegnante di inglese presso la sede distaccata della Berlitz a Pola, e poi nella sede centrale della stessa Trieste, dove successivamente diede lavoro anche al fratello di Joyce, Stanislaus, arrivato a Trieste a seguito di James.
Grato per l'aiuto, Joyce rimase affezionato ad Artifoni, come appare chiaramente dal modo in cui tratteggia i due personaggi a cui successivamente attribuì il suo nome:

1) il gesuita Padre Charles Ghezzi, suo insegnante di italiano a Dublino, trasfigurato appunto in Padre Artifoni in Stephen Hero

2) e soprattutto, più tardi, in Ulisse, il maestro di musica che esorta Stephen a intraprendere seriamente una carriera di tenore lirico. Dietro questo personaggio si nascondeva il maestro Luigi Denza, compositore di Funiculì funiculà, che, insegnante alla London Academy of Music, aveva presieduto la giuria di un concorso di canto a cui Joyce aveva partecipato con successo, dovendo però rinunciare alla finale a causa della richiesta di cantare un pezzo leggendo la musica, cosa che non sapeva fare.
(James Joyce, Stephen Hero, p. 169 dell’edizione New Directions)
(James Joyce, Ulisse, Epis. X  [i due nel romanzo parlano in italiano])